# Gabry Ponte (album)
Gabry Ponte è il primo album dell'omonimo DJ italiano, pubblicato nel 2002.
L'album, uscito ad un anno dal primo singolo da solista del DJ torinese, fu disco d'oro dopo una sola settimana nei negozi e consacrò, grazie alle hit The Man in the Moon, Geordie, Time to Rock, il successo nazionale ed europeo di Gabry Ponte.
All'album hanno collaborato i due compagni degli Eiffel 65 (Gianfranco Randone e Maurizio Lobina) e il dj Roberto Molinaro, da sempre al fianco di Ponte nella sua carriera di produttore.

## Tracce
1. The Man in the Moon – 5:04 (Gabry Ponte, Gianfranco Randone, Domenico Capuano, Massimo Gabutti)
2. Geordie – 3:51 (testo: Fabrizio De André – musica: ballata popolare)
3. Got to Get – 4:48 (Gabry Ponte)
4. Sharm Café – 4:50 (Gabry Ponte)
5. Time to Rock – 4:32 (Claudio Dettori, Gabry Ponte, Gianfranco Randone, Roberto Molinaro, Stefania Piovesan)
6. Always on My Mind – 4:43 (Gabry Ponte, Luca Ventafridda, Domenico Capuano, Roberto Molinaro, Stefania Piovesan)
7. Waterfall – 6:22 (Gabry Ponte)
8. De musica tonante – 5:40 (Paolo Mantero)
9. My Butterfly – 5:57 (Gabry Ponte, Massimiliano Garino)
10. Le voyage – 6:13 (Claudio Fiorentino, Gabry Ponte)
11. Memories – 5:38 (Gabry Ponte, Luca Ventafridda, Domenico Capuano)
12. Midnight – 6:35 (Gabry Ponte, Luca Ventafridda, Roberto Molinaro)
13. Terra libera – 5:40 (Gabry Ponte, Domenico Capuano)

Durata totale: 69:53
1. The Story of Geordie – 3:37 – Bonus track